# Internationaux de Strasbourg 2006
Internationaux de Strasbourg 2006 — жіночий тенісний турнір, що проходив на відкритих кортах з ґрунтовим покриттям Centre Sportif de Hautepierre у Страсбургу (Франція). Це був 20-й за ліком Internationaux de Strasbourg. Належав до турнірів 3-ї категорії в рамках Туру WTA 2006. Тривав з 22 до 28 травня 2006 року. Друга сіяна Ніколь Вайдішова здобула титул в одиночному розряді й отримала 28 тис. доларів США.

## Фінальна частина

### Одиночний розряд
- Ніколь Вайдішова —  Пен Шуай 7–6(9–7), 6–3

### Парний розряд
- Лізель Губер /  Мартіна Навратілова —  Мартіна Мюллер /  Андрея Ванк 6–2, 7–6(7–1)